# Deaths-Head Revisited
Deaths-Head Revisited este episodul 74 al serialului american Zona crepusculară. A fost difuzat pe data de 10 noiembrie 1961. Episodul prezintă povestea unui fost ofițer SS care vizitează lagărul de concentrare de la Dachau la un deceniu și jumătate după încheierea celui de-al Doilea Război Mondial. Titlul este preluat dintr-o piesă de teatru din romanul Brideshead Revisited⁠(d) de Evelyn Waugh.

## Intriga
Gunther Lutze, un fost căpitan SS, se cazează într-un hotel din Dachau, Bavaria, sub numele „Schmidt”. Recepționerei i se pare cunoscut, dar acesta  o induce în eroare, susținând că a activat în cadrul diviziei panzer⁠(d) pe frontul de răsărit în timpul celui de-al Doilea Război Mondial. Întreabă dacă lagărul din apropiere este o închisoare, iar când recepționera se eschivează, acesta o constrânge să-i ofere mai mult informații, căpitanul fiind conștient de scopul exact lagărului de concentrare. Se aventurează în zona lagărul de concentrare Dachau pentru a depăna aminti despre perioada în care a fost comandant⁠(d) pe parcursul războiului.
În timp ce se plimbă prin lagăr, își amintește de chinul pe care l-a provocat prizonierilor și nu este deranjat de cruzimea faptelor sale. Căpitanul este surprins când îl întâlnește pe Alfred Becker, unul dintre foștii deținuți ai lagărului și victimă a sadismului său, neschimbat în cei 17 ani care au trecut.
Lutze își asumă că Becker este în prezent îngrijitorul lagărului, iar pe parcursul conversației, prizonierul îi aduce la cunoștință realitatea faptelor inumane comise de acesta. Căpitanul insistă cu încăpățânare că a respectat ordinele superiorilor⁠(d) și încearcă să ignore acțiunile descrise de deținut, precizând că războiul s-a încheiat. Lutze încearcă să plece, dar găsește poarta încuiată. Becker îl întreabă de ce vrea să plece, având în vedere faptul că și-a schimbat numele și a fugit în America de Sud⁠(d).
Lutze sperase că lumea a înțeles evenimentele întâmplate și i-a uitat „greșelile”. Becker îi răspunde că acțiunile sale nu au fost greșeli, ci crime împotriva umanității.
Becker și spiritelor celorlalți deținuți l-au judecat pe Lutze pentru faptele sale, care includ condamnarea la moarte a peste 1.700 de oameni nevinovați fără proces echitabil⁠(d), efectuarea de experimente forțat pe femei și copii, respectiv uciderea a cel puțin 14 persoane cu propriile sale mâini. Căpitanul este găsit vinovat pe loc.
Când Becker este pe cale să pronunțe sentința, Lutze îl insultă, spunându-i că este nebun, însă în următorul moment își amintește că în noaptea în care trupele americane se apropiau de Dachau, a ucis mai mulți prizonieri, inclusiv pe Becker, și a încercat să incendieze lagărul. Pentru crimele sale, Lutze este condamnat să sufere aceleași grozăvii pe care le-au suferit prizonierii săi sub forma unor iluzii tactile⁠(d). Acesta țipă în agonie și se prăbușește. Înainte de a pleca, spiritul lui Becker îl spune: „Aceasta nu este ură, ci pedeapsă. Nu este răzbunare, ci dreptate. Însă este abia începutul, căpitane. Abia începutul. Ultima ta judecată va veni de la Dumnezeu”.
Lutze este descoperit de autoritățile locale, sedat de un medic și dus la un spital de psihiatrie, deoarece continuă să reacționeze la suferințele sale iluzorii. Cei care îl găsesc se întreabă cum ar fi putut înnebuni un individ care în urmă cu două ore era perfect calm. Doctorul se uită în jur și se întreabă: „Dachau. De ce rămâne încă în picioare? De ce îl lăsăm în picioare?⁠(d)"